# فاسوس

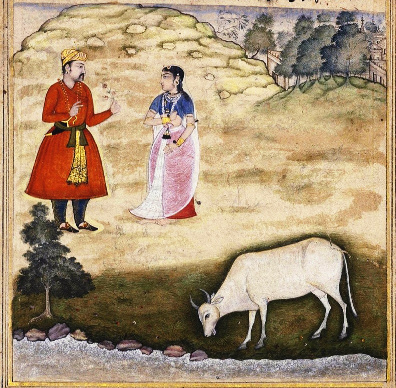
إغراء زوجة أحد الفاسيون بسرقة البقرة التي ترضي الأمنيات.

ڤاس أو الڤاسيون (بالإنجليزية: the Vasus)‏، و(بالسنسكريتية: वसु)‏، هم الأتباع الثمانية للإله إندرا في الميثولوجيا الهندوسية، ولكنَّهم صاروا فيما بعد أتباع فيشنو في الهندوسية المتأخرة. ويُقال أنَّهم أبناء ربة السماء التي لا حدود لها أديتي وزوجها كاشيابا.

## الڤاسيون الثمانية
ترد أسماؤهم في ثلاثة نصوص مختلفة، وهي كالتالي:
| بريهادارانياكا                         | بريهادارانياكا                 | مانافا بورانا             | ماهابهاراتا                       | ماهابهاراتا           |
| اسم                                    | المعنى                         | اسم                       | اسم                               | المعنى                |
| -------------------------------------- | ------------------------------ | ------------------------- | --------------------------------- | --------------------- |
| بريثفي [الإنجليزية]                    | "الارض"                        | بهومي                     | دهارا [الإنجليزية]                | "الأرض"               |
| فارونا                                 | "ماء"                          | سامودرا ديفا [الإنجليزية] | آب (ماء) [الإنجليزية]             | "الماء"               |
| آجني                                   | "نار مُلتهبة"                   | آجني                      | أنالا (وتسمى أيضًا آجني أو بافاكا) | "النار"               |
| فايو                                   | "الرياح"                       | فايو                      | أنالا                             | "الهواء/الرياح"       |
| أديتيا                                 | "الأبدي"، اسم شائع للشمس سوريا | أمشومان [الإنجليزية]      | براتيشا                           | "الشمس"               |
| دياوس [الإنجليزية]، آكاشا [الإنجليزية] | "سماء"                         | آكاشا                     | برابهاسا                          | "السماء أو الأثير"    |
| تشاندراماس                             | "القمر"                        | فاركاس [الإنجليزية]       | سوما [الإنجليزية]                 | "القمر"               |
| ناكشاتراني                             | "النجوم"                       | برابهاسا                  | دروف [الإنجليزية]                 | "ثابت"، اسم نجم الجدي |

## للاستزادة
- Dictionnaire Héritage du sanscrit